# Giuseppe Formisano
Giuseppe Formisano (Torre Annunziata, 16 aprile 1811 – 7 gennaio 1890) è stato un vescovo cattolico italiano.

## Biografia
Nacque a Torre Annunziata nel 1811. Venne ordinato sacerdote il 20 settembre 1834.

Il 7 ottobre 1855 fu consacrato vescovo di Nola.

Fu consigliere di Bartolo Longo nella progettazione del santuario di Pompei e pose la prima pietra della basilica l'8 maggio 1876.

## Genealogia episcopale e successione apostolica
La genealogia episcopale è:
- Cardinale Scipione Rebiba
- Cardinale Giulio Antonio Santori
- Cardinale Girolamo Bernerio, O.P.
- Arcivescovo Galeazzo Sanvitale
- Cardinale Ludovico Ludovisi
- Cardinale Luigi Caetani
- Cardinale Ulderico Carpegna
- Cardinale Paluzzo Paluzzi Altieri degli Albertoni
- Papa Benedetto XIII
- Papa Benedetto XIV
- Papa Clemente XIII
- Cardinale Giovanni Carlo Boschi
- Cardinale Bartolomeo Pacca
- Papa Gregorio XVI
- Cardinale Antonio Maria Cagiano de Azevedo
- Vescovo Giuseppe Formisano

La successione apostolica è:
- Arcivescovo Salvatore Nappi (1874)

## Documenti e opere
- Epistola pastoralis ad clerum et populum Nolanae ecclesiae (1855)
- Catechismo di taluni dommi cattolici contro gli errori de' protestanti (1863)
- Il Matrimonio religioso ed il matrimonio civile : catechismo tra un parroco ed un figliano : con appendice sopra varii punti di pratica in ordine al matrimonio civile (1866)
- La divinità di N.S. Gesù Cristo : Catechismo tra un parroco ed un figliano (1873)
- Commentario su la Costituzione Apostolicae Sedis (1874)
- Il giubileo : catechismo tra un parroco ed un figliano (1875)
- Il primato pontificio considerato nella sua divina istituzione e reale esistenza in ordine alla potestà di giurisdizione e di magistero (1876)
- Commentario sulla costituzione apostolicae sedis (1876)
- Catechismo di religione ad uso del seminario di Nola (1876)
- Compendio di teologia dommatica (1880)
- Saggio di meditazioni ad uso specialmente del popolo (1880)
- La novena della Pentecoste : con breve appendice sopra i doni ed i frutti dello Spirito Santo in forma di catechismo (1884)
- Il mese di maggio proposto alla considerazione dei fedeli (1885)
- L'eccellenza del santo rosario ed il modo pratico per ben recitarlo (1885)
- La madonna liberatrice da' flagelli: lettera pastorale di monsignor vescovo di Nola (1885)
- Prime nozioni della dottrina cristiana per uso dei fanciulli (1886)
- La Madonna del Rosario di Pompei: notificazione (1887)
- Il mese di dicembre : in preparazione del Santo Natale (1887)
- Il Vangelo domenicale spiegato al popolo (1888)
- Compendio di teologia morale (1889)
- Istituzioni per gli ordinandi (1889)